# Desmodium longiarticulatum
Desmodium longiarticulatum là một loài thực vật có hoa trong họ Đậu. Loài này được (Rusby) Burkart miêu tả khoa học đầu tiên.